# Schwenninger Wild Wings
De Schwenninger Wild Wings is een ijshockeyteam uit het Duitse Villingen-Schwenningen, in de deelstaat Baden-Württemberg. De Schwenninger Wild Wings komen uit in de DEL. De club speelt in het ijsstadion Helios Arena. Het team werd in 1904 opgericht.

## Selectie 2020-2021
Bijgewerkt tot 28 december 2020 
| #  | Naam                  | Nationaliteit              | Positie |
| -- | --------------------- | -------------------------- | ------- |
| XX | Nicklas Sundblad      | Zweden                     | Coach   |
| 44 | Patrik Cerveny        | Tsjechië Duitsland         | GK      |
| 60 | Joacim Eriksson       | Zweden                     | GK      |
| 47 | Levi Schlenker        | Duitsland                  | GK      |
| 49 | Justin Spiewok        | Duitsland                  | GK      |
| 64 | Boaz Bassen           | Duitsland                  | D       |
| 6  | Bededikt Brückner     | Duitsland                  | D       |
| 58 | Christopher Fischer   | Duitsland                  | D       |
| 52 | Johannes Huß          | Duitsland                  | D       |
| 82 | Emil Kristensen       | Denemarken                 | D       |
| 4  | Colby Robak           | Canada                     | D       |
| 78 | William Weber         | Verenigde Staten Duitsland | D       |
| 5  | Dylan Yeo             | Canada                     | D       |
| 70 | Troy Bourke           | Canada                     | F       |
| 26 | David Cerny           | Tsjechië Duitsland         | F       |
| 16 | Maximilian Hadraschek | Duitsland                  | F       |
| 95 | Jamison MacQueen      | Canada                     | F       |
| 91 | Marius Möchel         | Duitsland                  | F       |
| 40 | Darin Olver           | Canada Duitsland           | F       |
| 77 | Daniel Pfaffengut     | Duitsland                  | F       |
| 48 | Cedric Schiemenz      | Duitsland                  | F       |
| 96 | Tyson Spink           | Duitsland                  | F       |
| 90 | Tylor Spink           | Duitsland                  | F       |
| 36 | Andreas Thuresson     | Zweden                     | F       |
| 71 | Travis Turnbull       | Verenigde Staten Duitsland | F       |
| 43 | Alexander Weiß        | Duitsland                  | F       |

Augsburger Panther · Eisbären Berlin · Bietigheim Steelers · Fischtown Pinguins Bremerhaven · DEG Düsseldorf · Ingolstadt Panther · Iserlohn Roosters · Krefeld Pinguine · Kölner Haie · Adler Mannheim · EHC Red Bull München · Nürnberg Ice Tigers · Schwenninger Wild Wings · Straubing Tigers · Grizzlys Wolfsburg